# 光西寺 (中津川市)
光西寺（こうさいじ)は、岐阜県中津川市山口にある曹洞宗の寺院。山号は古渓山。木曾西国三十三観音霊場三十一番。

## 歴史
岐阜県関市にある龍泰寺の末寺である。
寛文5年(1665年)、坂下村の長昌寺を、庄屋の原市右衛門が開基した際に、光西寺住持の舜屋大尭が勧請されて開山し、
寛文7年(1667年)には、川上村の浄光寺を、光西寺住持の舜屋大尭が開基している。
明治5年(1872年)、火災で諸堂宇が焼失した際に、古記録も焼失したため、創建された年月や開山・開基などの由緒が不詳である。
明治8年(1875年)3月16日、庫裡と長屋の再建が完了。
明治28年(1895年)に本堂の再建が完了。
明治33年(1900年)に全ての堂宇の再建が完了した。
そのため、他の寺院に残されている古記録を参考にすると以下のとおりである。
延宝2年(1674年)2月7日、恵那郡駒場村福昌寺から光西寺あての寺請証文が残っている。
　
このほか、宗門改に関係があるとみられる宝永5年(1708年)3月5日の転出者の書上げがある。
この文書は光西寺の襖の中から出たもので、その一部分であるが、18～32年以前に遡って婚姻による坂下村への転出者が書上げられている。
末尾に「右之通村中　詮議仕、書付指上申候」とある。
また『外垣庄屋萬留帳』の天保3年(1832年)から文久2年(1862年)に至る間のうちに、婚姻による転入・転出者と村内の異動者の書上げが「乍恐奉願上候口上」と題して、木曾代官所に提出されている。
天保3年(1832年)の書上げについては以下のとおりである。
　
　
以上にみるように、他村間の転入・転出と村内における異動者の届出を毎年提出していた。
他村間の転入・転出は、地請証文・寺請証文によって身元確認が行われていた。
宝永4年（1707年）、湯船沢村の天徳寺が再建され、
正徳3年（1713年）千旦林村 大林寺より本尊を申請入仏供養が行われた際の模様について、光西寺の住持も出席していたことが記されている。

## 中津川市指定有形文化財

### 十一面観音庚申塔
時代:貞享年間(1684～1688年)
高さ75cm、幅38cm
舟形光背の十一面観音の立像浮き彫りである。光西寺の庚申塔は数少ない十一面観音像で、下部に両端に鶏を配しており、台座石には見ざる・言わざる・着かざるの三猿を彫ってあることから、庚申像として建立されとものであることが解る。